# Facultad Nacional de Derecho
La Facultad Nacional de Derecho (FND), también conocida como “La Nacional” es una institución de enseñanza superior integrante de la Universidad Federal de Río de Janeiro, Brasil. Considerada una de las escuelas de derecho más tradicionales de Brasil, alma mater de muchos intelectuales brasileños entre grandes juristas, diplomáticos, escritores, periodistas, políticos y abogados. Su sede es el palacio del Conde de los Arcos, situado en las inmediaciones del Campo de Santana.
Fue fundada en 1920 mediante la fusión de dos importantes instituciones educativas creadas en el siglo XIX. Es la tercera facultad de derecho más antigua del país, solo por detrás de la Facultad de Derecho de la Universidad de São Paulo y de la Facultad de Derecho de la Universidad Federal de Pernambuco (UFPE), que fueron fundadas en 1827. 

## Histo0ria

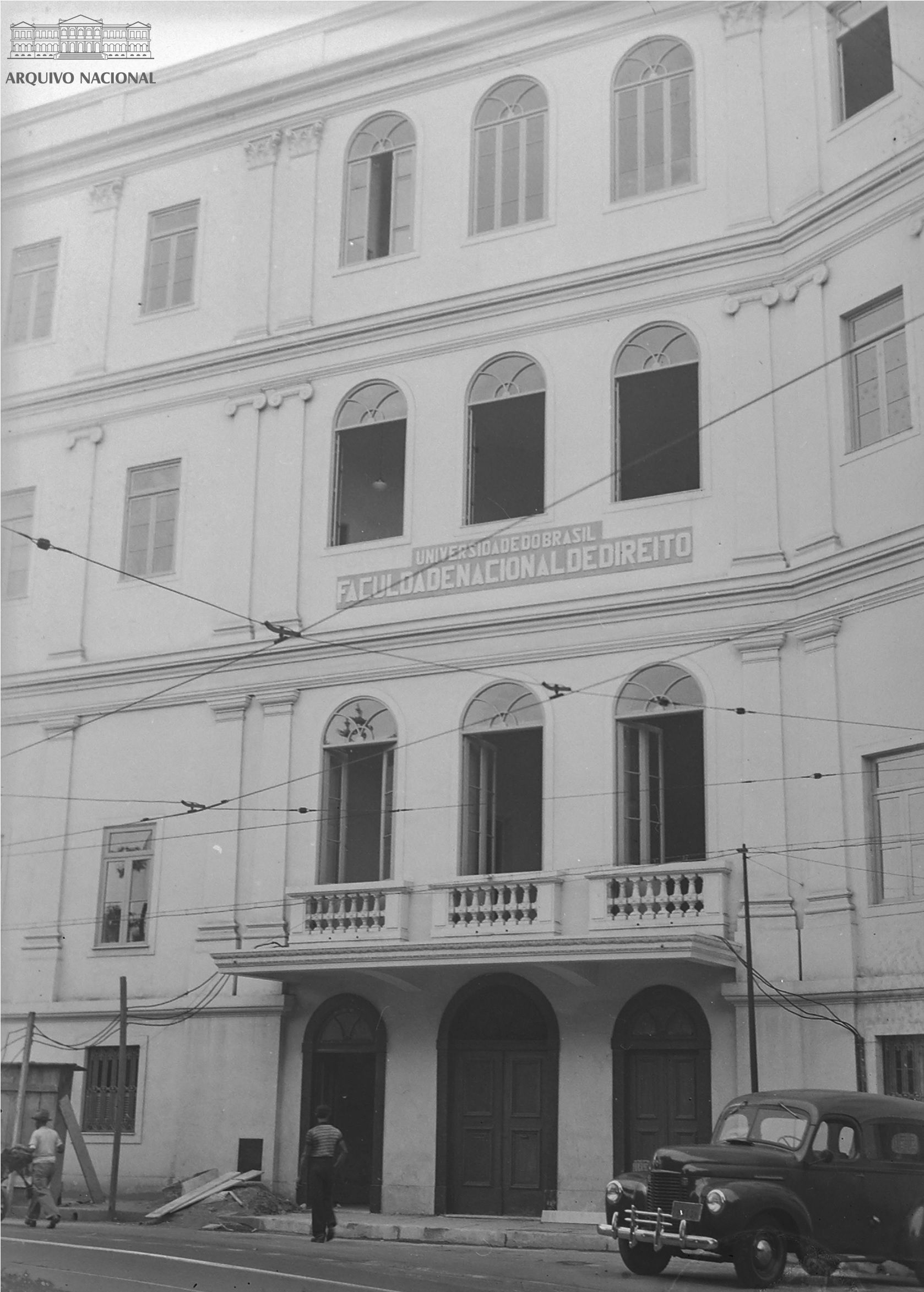
Fachada de la facultad en 1949.

La Facultad Nacional de Derecho, integrante de la Universidad Federal de Río de Janeiro, posee una historia que se remonta al siglo XIX. Su origen fue la fusión, en 1920, de dos importantes instituciones de enseñanza jurídica existentes en la entonces capital de la república. La primera de esas instituciones fue la "Facultad Libre de Ciencias Jurídicas y Sociales de Río de Janeiro", fundada el 18 de abril de 1882 pero que recién recibió autorización para funcionar en 1891. La segunda fue la "Facultad Libre de Derecho de la Capital Federa", establecida el 31 de mayo de 1891, cuya sede inicial fue el Monasterio de San Benito y creada por iniciativa del abogado Carlos Antônio da França Carvalho.
Ambas facultades fueron creadas por profesores provenientes de varias corrientes políticas e intelectuales, entre progresistas y conservadores, republicanos y monarquistas, formados en renombradas instituciones como las facultades de São Paulo, Recife o Coímbra. Debido a los desafíos políticos de la época, la unión de esas instituciones sólo fue posible casi tres décadas luego de sus respectivas fundaciones. 
La fusión fue formalizada el 24 de abril de 1920, dando origen a la Facultad de Derecho de Río de Janeiro, reconocida por el decreto N° 14.163 del 12 de mayo de 1920. Posteriormente, el 7 de septiembre de 1920, el presidente Epitácio Pessoa creó la Universidad de Río de Janeiro a través del decreto N° 14.343, incorporando a la nueva facultad junto con la Escuela Politécnica y la Facultad de Medicina.
En 1937, la institución fue renombrada como "Facultad Nacional de Derecho de la Universidad de Brasil". Durante la dictadura militar, en 1967, su denominación fue cambiada a la actual pero continúa siendo ampliamente conocida por el nombre tradicional.
A lo largo de su trayectoria, la Facultad Nacional de Derecho ha sido un importante centro de formación de juristas, intelectuales y políticos que contribuyeron significativamente a la cultura jurídica brasileña y a la consolidación del estado democrático de derecho. 